# Consilium rationis bellicae
Consillium rationis bellicae (Rada sprawy wojennej) – książka hetmana wielkiego koronnego Jana Amora Tarnowskiego, wydana drukiem w języku polskim w 1558. Uznawana za najwybitniejszą XVI-wieczną pracę polską z dziedziny myśli wojskowej.
Zdaniem Tarnowskiego kraj powinien w każdym momencie gotów być do wojny.